# Stefan Koldehoff
Stefan Koldehoff (* 27. Oktober 1967 in Wuppertal) ist ein deutscher Journalist, Kunstmarktexperte und Sachbuch-Autor. Bekannt wurde er durch zahlreiche Veröffentlichungen und seine Tätigkeit als Kulturredakteur des Deutschlandfunks.

## Leben
Stefan Koldehoff studierte Kunstgeschichte, Germanistik und Politikwissenschaft. Parallel arbeitete er zunächst freiberuflich als Journalist für die Frankfurter Allgemeine Zeitung, Die Tageszeitung (taz) und den Westdeutschen Rundfunk Köln (WDR). Ab 1998 war er drei Jahre Redakteur, dabei zuletzt stellvertretender Chefredakteur des Kunstmagazins „Art“ in Hamburg.
2001 wechselte er auf eine Redakteursstelle beim Deutschlandfunk. In den folgenden Jahren veröffentlichte er als Autor zahlreiche Sachbücher zum Themenfeld Kunstmarkt, Kunstfälschung und Kunstgeschichte und speziell zu Vincent van Gogh. Zwischen November 2016 und November 2018 leitete er die Redaktion der werktäglichen medienjournalistischen Sendung @mediasres, die am 20. März 2017 zum ersten Mal online und on air ging. Am 1. Dezember 2018 kehrte Koldehoff zurück in die Redaktion des täglichen Kulturmagazins „Kultur heute“. Er arbeitet auch weiterhin für die anderen Kultursendungen des Deutschlandradios.
Seit März 2023 ist er Chefreporter Kultur des Deutschlandradios. Seit September 2023 ist er Host des Podcast Tatort: Kunst. Koldehoff leitete als Jurysprecher den Deutschen Sachbuchpreis 2024.
Koldehoff ist verheiratet, hat drei Kinder und lebt in Köln.

## Auszeichnungen
- 2008: puk-Journalistenpreis des Deutschen Kulturrates[6]
- 2012: Prix Annette Giacometti (gemeinsam mit Tobias Timm), für Falsche Bilder, Echtes Geld.[7][8]
- 2012: Otto-Brenner-Preis für kritischen Journalismus (gemeinsam mit Tobias Timm), für Falsche Bilder, Echtes Geld (3. Preis)[8]
- 2014: Journalist des Jahres in der Kategorie Kultur/Unterhaltung (5. Platz)[9]

## Veröffentlichungen (Auswahl)

### Monografien
- Deserteure in Wuppertal. Dokumentation zu den Erschießungen 1944/45. (= Informationen aus dem Stadtarchiv, 7) Stadtarchiv Wuppertal 1992.
- Meier-Graefes van Gogh: Wie Fiktionen zu Fakten werden. (= Schriften zur Kunstkritik, Band 9) Lindenau-Museum Altenburg, Steinmeier, Nördlingen 2002, ISBN 3-936363-05-6.
- Vincent van Gogh. Rowohlt, Reinbek 2003, ISBN 3-499-50620-3.
- mit Nora Koldehoff: Aktenzeichen Kunst – Die spektakulärsten Kunstdiebstähle der Welt. DuMont, Köln 2004, ISBN 3-8321-7435-4.
- mit Nora Koldehoff: Wem hat van Gogh sein Ohr geschenkt? Alles, was Sie über Kunst nicht wissen. Eichborn, Frankfurt am Main 2007, ISBN 978-3-8218-5804-3.
- mit Tobias Timm: Falsche Bilder, Echtes Geld. Galiani Verlag, Berlin 2012, ISBN 978-3-86971-057-0.
- Die Bilder sind unter uns. Das Geschäft mit der NS-Raubkunst und der Fall Gurlitt. Galiani, Berlin 2014, ISBN 978-3-86971-093-8, Neuauflage mit einem 28-seitigen Kapitel zum Stand des Jahres 2014 des Falls Gurlitt.
- Frieder Burda: Sammler aus Leidenschaft. DuMont, Köln 2011, ISBN 978-3-8321-9361-4.
- Ich und van Gogh. Bilder, Sammler und ihre abenteuerlichen Geschichten. Galiani, Berlin 2015, ISBN 978-3-86971-102-7.
- mit Nora Koldehoff: Der Van Gogh-Coup. Otto Wackers Aufstieg und Fall. Nimbus, Wädenswil 2019, ISBN 978-3-03850-064-3.
- mit Tobias Timm: Kunst und Verbrechen. Galiani Verlag, Berlin 2020, ISBN 3-86971-176-0.

### Sammelpublikationen
- When myth seems stronger than scholarship: Van Gogh and the problem of authenticity. In: Van Gogh Museum Journal. Van Gogh Museum, Amsterdam 2002, S. 8–25.[10]
- Kunst-Transfers – Thesen und Visionen zur Restitution von Kunstwerken. Eine Einführung. In: Stefan Koldehoff, Gilbert Lupfer, Martin Roth (Hrsg.): Kunst-Transfers. Deutscher Kunstverlag, Berlin 2008, ISBN 978-3-422-06886-5, S. 23–29.
- Ob die Kunst in die neue Zeit passt – 1938, die Französische Moderne und die „Entartete Kunst“. In: Eva Atlan, Raphael Gross, Julia Voss (Hrsg.): 1938. Kunst – Künstler – Politik. Wallstein, Göttingen 2013, ISBN 978-3-8353-1412-2, S. 275–300.
- mit Ralf Oehmke, Raimund Stecker: Der Fall Gurlitt. Ein Gespräch. Nicolai, Berlin 2014, ISBN 978-3-89479-863-5.
- Der Fall Gurlitt und seine Folgen – eine Bestandsaufnahme. In: Julius H. Schoeps, Anna-Dorothea Ludewig (Hrsg.): Eine Debatte ohne Ende? Raubkunst und Restitution im deutschsprachigen Raum. Hentrich & Hentrich, Berlin 2014, ISBN 978-3-95565-057-5, S. 206–222.
- Ausreden, Ignoranz und fehlendes Einfühlungsvermögen – der Umgang mit NS-Opfern und der „Fall Gurlitt“. In: Kunstmuseum Bern, Kunst- und Ausstellungshalle der Bundesrepublik Deutschland (Hrsg.): Bestandsaufnahme Gurlitt. Hirmer Verlag, München 2017, ISBN 978-3-7774-2962-5, S. 69–75.
- „Hauptsächlich malt er Blumen.“ – Van Goghs Pariser Blumenstillleben. In: Ortrud Westheider, Michael Philipp (Hrsg.): Van Gogh – Stillleben. Prestel Verlag, München 2019, ISBN 978-3-7913-5871-0, S. 66–85.

### Als Herausgeber
- O-Ton Pina Bausch – Interviews und Reden. Nimbus, Wädenswil 2016, ISBN 978-3-03850-021-6.
- mit Chris Stolwijk: The Thannhauser Gallery – Marketing Van Gogh. Mercatorfonds, Brüssel, Yale University Press, New Haven 2017, ISBN 978-94-6230-166-5.
  - Deutsche Ausgabe: Die Galerie Thannhauser – Van Gogh wird zur Marke. Belser Verlag, Stuttgart 2017, ISBN 978-3-7630-2774-3.